# Gran Premio Miguel Indurain 2021
Il Gran Premio Miguel Indurain 2021, sessantaquattresima edizione della corsa e ventiduesima con questa denominazione, valevole come decima prova dell'UCI ProSeries 2021 categoria 1.Pro, si svolse il 3 aprile 2021 su un percorso di 203,2 km, con partenza e arrivo a Estella, in Spagna. La vittoria fu appannaggio dello spagnolo Alejandro Valverde, il quale completò il percorso in 5h10'47", alla media di 39,230 km/h, precedendo il kazako Aleksej Lucenko ed il connazionale Luis León Sánchez.
Sul traguardo di Estella 95 ciclisti, su 133 partiti dalla medesima località, portarono a termine la competizione.

## Squadre e corridori partecipanti
| N.    | Cod. | Squadra                |
| ----- | ---- | ---------------------- |
| 1-7   | TDE  | Total Direct Énergie   |
| 11-17 | AST  | Astana-Premier Tech    |
| 21-27 | TBV  | Bahrain Victorious     |
| 31-37 | COF  | Cofidis                |
| 41-47 | IGD  | Ineos Grenadiers       |
| 51-57 | ISN  | Israel Start-Up Nation |
| 61-67 | MOV  | Movistar Team          |
| 71-77 | BEX  | Team BikeExchange      |
| 81-87 | TFS  | Trek-Segafredo         |
| 91-97 | UAD  | UAE Team Emirates      |

| N.      | Cod. | Squadra                  |
| ------- | ---- | ------------------------ |
| 101-107 | BBH  | Burgos-BH                |
| 111-117 | CJR  | Caja Rural-Seguros RGA   |
| 121-127 | EOK  | Eolo-Kometa Cycling Team |
| 131-137 | EKP  | Equipo Kern Pharma       |
| 141-147 | RLY  | Rally Cycling            |
| 151-157 | ARK  | Team Arkéa-Samsic        |
| 161-167 | EUS  | Euskaltel-Euskadi        |
| 171-177 | EHE  | Electro Hiper Europa     |
| 181-187 | EFP  | Efapel                   |

## Ordine d'arrivo (Top 10)
| Pos. | Corridore          | Squadra  | Tempo    |
| ---- | ------------------ | -------- | -------- |
| 1    | Alejandro Valverde | Movistar | 5h10'47" |
| 2    | Aleksej Lucenko    | Astana   | a 6"     |
| 3    | Luis León Sánchez  | Astana   | a 15"    |
| 4    | Pello Bilbao       | Bahrain  | a 17"    |
| 5    | Élie Gesbert       | Arkéa    | a 18"    |
| 6    | Krists Neilands    | Israel   | a 21"    |
| 7    | Bauke Mollema      | Trek     | s.t.     |
| 8    | Jesús Herrada      | Cofidis  | s.t.     |
| 9    | Omar Fraile        | Astana   | s.t.     |
| 10   | Laurens De Plus    | Ineos    | a 30"    |